# Dumb Litty
《Dumb Litty》는 대한민국의 혼성그룹 KARD의 두 번째 디지털 싱글이다.
'Dumb Litty'는 '신난다', '재미있다', '멋있다'를 의미하는 신조어이다.